# Verano del 98
Verano Del '98 foi uma telenovela argentina produzida e exibida pela Telefe entre 26 de janeiro de 1998 e 24 de novembro de 2000, em três temporadas. 

## Sinopse

### Primeira Temporada (1998)
Há um instante na vida onde tudo muda, porque se deixa a infância para entrar a um mundo novo: a adolescência. A segurança e a coerência do mundo infantil se desmoronam, e a amizade começa a ser o mais importante, já que se procura outro ser capaz de compreender e receber confidências de intimidades recém estreadas. Em Verano del '98, nesse aprazível lugar chamado Costa Esperanza, um grupo de amigos descobrirão que o jogo deixou de ser coisas de meninos e que um beijo pode fazer explodir o mundo. Os jovens personagens descobrirão um mundo novo, diferente, onde se perguntassem continuamente: "Mudamos nós?", e onde repetirão milhares de vezes: "Um verão eterno", porque a eles nada pode acontecer. Uma cidade cenográfica, construída especialmente na orla do rio, um tratamento de imagem absolutamente diferente, e os temas musicais cantados por seus próprios protagonistas, formam uma proposta diferente... "Verano Del '98".

### Segunda Temporada (1999)
Um novo verão para sonhar, para se apaixonar e compartilhar a amizade. Apesar de estar recém casados, Dolores (Nancy Dupláa) e Franco (Fernán Mirás) começam a ter problemas e decidem se separar. Aparentemente Franco reinicia sua relação com Sabrina (Sandra Ballesteros) enquanto Dolores recebe mensagens e cantadas de um admirador secreto. Celina (Julieta Cardinali) acha seu filho Alex (Matías del Pozo) numa colônia de férias e se faz passar por uma mestra de recreação para estar perto dele. O garoto se apega com ela e Celina finje conhecer Bruno (Diego Ramos) sem dizer-lhe que se trata de seu filho. Quando os pais adotivos descobrem que a professora com a que se apegou Alex é Celina, desaparecem com o menino.
Juan (Juan Ponce de León) conhece no sul uma mulher muito especial, Amanda (Jasmim Stuart). Ela vive afastada do mundo, conectada com o mar e a natureza. Ele se apaixona perdidamente por ela, mas o curioso deste amor é que ela é parecida com alguém que foi muito especial na vida de Juan... Será o mistério desta relação? Juan está realmente apaixonado por Amanda? Ou simplesmente está com ela porque lembra um grande amor de sua vida, Paula? O casal de Mauro (Tomás Ortíz) e Clara (Dolores Fonzi) recém chegados de sua lua de mel começa a naufragar. Mauro fica sabendo que o filho que esperava Violeta (Agustina Cherri) era dele. Clara tenta recuperá-lo, mas o amor de Mauro por Violeta é mais forte.
Violeta, da praia grava para Octavio (Guido Kaczka) uma fita que o inspira para escrever um conto que apresenta num concurso. Quando volta, Violeta fica sabendo que Octavio tinha ganhado o concurso mas que não queria receber o prêmio, ela se oferece para acompanhá-lo mas o moço não aceita. Finalmente concorda com as palavras de Violeta e o amor que já começa a sentir por ela, e vai procurá-la para dizer que aceita sua companhia. Será Octavio o grande amor de Violeta? Tomás (Nahuel Mutti) custa-lhe superar o amor que sentiu por Jose (Marcela Kloosterboer) e por medo de enfrentar uma relação de maior compromisso Tomás e Conie (Romina Richi) negam-se a demonstrar o que sentem.
Lucio (Ezequiel Castanho), Yoko (María Celeste Cid), Renata (Sabrina Carballo), Benjamín (Tomás Fonzi) e Nico (Nicolás Mateo) serão os adolescentes que desfrutarão deste novo verão, descobrindo o amor, o valor da amizade e os sonhos. Eles serão os herdeiros da fogueira, que até agora tinha pertencido a Violeta, Juan, Tomás e Jose. Realizarão frente a ela suas primeiras promessas e seguramente a partir deste verão suas vidas já não serão as mesmas.

### Terceira Temporada (2000)
Germán Villanueva morre assassinado. Nico fala com os médicos de sua mãe, que confirmam a ele que poderá seguir com o tratamento em sua casa. Daniela pede a Tomás que se demita do trabalho. Tudo piora com a chegada de Jose (Marcela Kloosterboer), da África. Desesperada pela rejeição de Octavio, Lola (Florencia Bertotti) desaparece e é socorrida por um camponês. A polícia acha a arma de Leandro, e Bruno é acusado de assassinato. O Turco, Lupe e a trupe saem da Costa Esperanza, à procura de um novo destino. Mas Pérola e Alí ficam e começam uma nova vida. Amparo entra num estado depressivo e seus irmãos, Damián e Pedro, tentam ajudá-lo.

## Elenco

### Primeira Temporada
| Actor                | Personaje           |
| -------------------- | ------------------- |
| Fernán Mirás         | Franco Baldassari   |
| Nancy Dupláa         | Dolores Vidal       |
| Mario Pasik          | Germán Villanueva   |
| Marcela Kloosterboer | Josefina Vidal      |
| Alejo Ortiz          | Mauro Villanueva    |
| Juan Ponce de León   | Juan Herrera        |
| Agustina Cherri      | Violeta Herrera     |
| Patricia Viggiano    | Sofía de Villanueva |
| Horacio Peña         | Federico Ibarra     |
| Diego Ramos          | Bruno Beláustegui   |
| Alicia Zanca         | Isabel de Ibarra    |
| Susana Ortiz         | Elvira de Herrera   |
| Chany Mallo          | Victoria Vázquez    |
| Tincho Zabala        | Emilio Vázquez      |
| Dolores Fonzi        | Clara Vázquez       |
| Tomás Fonzi          | Benjamín Vázquez    |
| Villanueva Cosse     | Leandro Beláustegui |
| Agustina Lecouna     | Teresa Villanueva   |
| Marcos Marotta       | Nano                |
| Carolina Santangelo  | Jazmín Herrera      |
| Nahuel Mutti         | Tomas Ibarra        |
| Alejandro Botto      | Darío Baldassari    |
| Sabrina Carballo     | Renata              |
| Romina Ricci         | Connie              |
| Jazmín Stuart        | Paula Ibarra        |
| Sandra Ballesteros   | Sabrina             |
| Nelly Fontan         | Amalia              |
| María José Gabín     | Pura Guerra         |
| Jorge Sassi          | Bonfiglio           |
| Maritza Fasano       | Diana               |
| Henny Trayles        | Irmã Rosario        |

- Participações especiais

| Ator              | Personagem        |
| ----------------- | ----------------- |
| Mario Alarcón     | Raúl Herrera      |
| Julieta Cardinali | Celina Villanueva |
| Nicolas Mateo     | Nicolas Levin     |
| Facundo Espinosa  | Luciano           |
| Marcelo Cosentino | Hugo              |
| Helena Jios       | Alicia            |
| Claudia Lapacó    | Adelina           |
| Sebastián Rulli   | Willy             |
| Cira Caggiano     | Susana            |
| Ángela Ragno      | Madre Superiora   |
| Isabel Macedo     | Felicitas         |
| Horacio Ranieri   | Esteban           |
| Maria Ibarreta    | Silvia            |
| Nicolas Vázquez   | Lisandro          |
| Victoria Tortora  | Luisa             |
| Horacio Erman     | Dr Pereyra Moine  |
| Romina Gaetani    | Carla             |
| Augusto Di Paolo  | Gaston            |

### Segunda Temporada
| Ator               | Personagem          |
| ------------------ | ------------------- |
| Fernán Mirás       | Franco Baldassari   |
| Nancy Duplaa       | Dolores Vidal       |
| Mario Pasik        | Germán Villanueva   |
| Diego Ramos        | Bruno Beláustegui   |
| Susana Ortiz       | Elvira              |
| Horacio Peña       | Federico Ibarra     |
| Rita Cortese       | Sara Katz           |
| Mario Alarcón      | Raúl Herrera        |
| Guido Kaczka       | Octavio Levin       |
| Villanueva Cosse   | Leandro Beláustegui |
| Tincho Zabala      | Emilio Vázquez      |
| Alejandro Botto    | Darío Baldassari    |
| Sabrina Carballo   | Renata              |
| Ezequiel Castaño   | Lucio Vázquez       |
| Celeste Cid        | Yoko Vázquez        |
| Juan Ponce de León | Juan Herrera        |
| Dolores Fonzi      | Clara Vázquez       |
| Tomás Fonzi        | Benjamín Vázquez    |
| Agustina Lecouna   | Teresa Villanueva   |
| Nicolás Mateo      | Nicolás Levin       |
| Nahuel Mutti       | Tomás Ibarra        |
| Alejo Ortiz        | Mauro Villanueva    |
| Jazmín Stuart      | Amanda              |
| Romina Ricci       | Connie Vázquez      |
| Julieta Cardinali  | Celina Villanueva   |
| Agustina Cherri    | Violetta Herrera    |
| Graciela Tenembaum | Marlene Vázquez     |
| Sandra Ballesteros | Sabrina             |
| Mariana Prommel    | Norita Levin        |
| Helena Jios        | Alicia              |
| Ezequiel Rodríguez | Damián Guzmán       |
| Santiago Pedrero   | Tadeo Guzmán        |
| Gloria Carra       | Amparo Guzmán       |
| Florencia Bertotti | Lola Guzmán         |
| Catalina Artusi    | Titi Guzmán         |
| Damián Canducci    | Pedro Guzmán        |
| Matias del Pozo    | Alex Beláustegui    |
| Mariano Torre      | Ricky Serda         |
| Magela Zanotta     | Daniela Arias       |
| Paulo Brunetti     | Tavo                |
| Laura Liste        | Sol                 |
| Florencia Peña     | Lupe                |
| Carla Peterson     | Perla               |
| Diego Mesaglio     | Alí                 |
| Eduardo Cutuli     | "El Turco"          |

- Participações especiais

| Ator                | Personagem      |
| ------------------- | --------------- |
| Sergio Surraco      | Cristian        |
| Mariane Oliva       | Elis            |
| Henny Trailes       | Hermana Rosario |
| Isabel Macedo       | Felicitas       |
| Barbara Estrabou    | Lucía           |
| Daniel Kuzniecka    | Dante           |
| Chunchuna Villafane | Genoveva        |
| Marina Vollmann     | Zoe             |
| Adrian Yospe        | Jerónimo        |
| Manuela González    | Margarita       |
| Patricia Viggiano   | Sofía           |
| Tony Vilas          | Padre Enrique   |
| Aldo Pastur         | Manuel          |
| Alejandra Dapasano  | Madre Superiora |
| Fernando Tobi       | Diego Linares   |
| Adela Gleijer       | Emma            |
| Alicia Zanca        | Isabel          |
| Federico D'Elía     | Alejandro       |
| Juan Gil Navarro    | León            |
| Sol Alac            | Vera            |
| Diego Reinhold      | Paco            |

### Terceira Temporada
| Ator                 | Personagem            |
| -------------------- | --------------------- |
| Gloria Carrá         | Amparo Guzmán         |
| Diego Ramos          | Bruno Beláustegui     |
| Susana Ortiz         | Elvira                |
| Horacio Peña         | Federico Ibarra       |
| Chany Mallo          | Victoria Vázquez      |
| Marcela Kloosterboer | Jose Vidal            |
| Guido Kaczka         | Octavio Levin         |
| Rita Cortese         | Sara Katz             |
| Villanueva Cosse     | Leandro Beláustegui   |
| Nahuel Mutti         | Tomas Ibarra          |
| Romina Ricci         | Connie Vázquez        |
| Tomás Fonzi          | Benjamín Vázquez      |
| Ezequiel Castaño     | Lucio Herrera         |
| Celeste Cid          | Yoko                  |
| Santiago Pedrero     | Tadeo Guzmán          |
| Florencia Bertotti   | Lola Guzmán           |
| Sabrina Carballo     | Renata                |
| Nicolás Mateo        | Nicolas Levin         |
| Diego Mesaglio       | Alí                   |
| Ezequiel Rodríguez   | Damián Guzmán         |
| Damián Canduci       | Pedro Guzmán          |
| Mariano Torre        | Ricky                 |
| Laura Liste          | Sol Vega              |
| Lucas Crespi         | Lucas                 |
| Catalina Artusi      | Titi Guzmán           |
| Paulo Brunetti       | Gustavo 'Tavo' Torres |
| Matías Del Pozo      | Alex Beláustri        |
| Leandro Castello     | Segundo               |
| Rafael Ferro         | Rafael                |
| Julieta Cardinali    | Celina Villanueva     |
| Florencia Peña       | Lupe                  |
| Graciela Tenenbaum   | Marlene               |
| Tony Vilas           | Padre Enrique         |
| Mariana Prommel      | Norita Levin          |
| Carla Peterson       | Perla                 |
| Mariane Oliva        | Elis                  |
| Magela Zanotta       | Daniela               |
| Hector Malamud       | Paez                  |
| Walter Quiroz        | Pablo                 |
| Valeria Britos       | Rocío Echaverria      |
| Cira Caggiano        | Susana                |
| Joaquín Furriel      | Joaquín               |

## Discos
A telenovela foi a primeira série juvenil musical realizada na Argentina. Contou com 3 álbuns, lançados durante as três temporadas. 

### Primeiro álbum (1998)
- Verano del 98
- El cristal
- 15 de Marzo
- Señora
- Sin querer
- Brisa
- Más a fondo
- Bellísima
- Nada nos puede pasar
- Ya no

### Segundo álbum (1999)
- Sálvame
- Tanto te amo
- Vale la pena
- Cuando el corazón me mate
- Poder ser uno mismo
- Quien es?
- Quereme
- Dos segundos
- Libres de corazón
- No se vivir
- Querido amor

### Terceiro álbum (2000)
- Déjate Ser
- Loco
- Perdí el camino
- Destiempo
- Tan lejos
- Nuestro amor
- Hay amores